# 노 I.D.
어네스트 디온 윌슨 (Ernest Dion Wilson)은 흔히 노 ID (No I.D.)로 불리는 미국 일리노이주 시카고 출신의 음악 프로듀서이다. 1989년부터 커리어를 시작하였으며, 1997년 자신의 정규 음반 Accept Your Own and Be Yourself (The Black Album)을 발매하였다. 카니예 웨스트의 "Heartless", 제이지의 "Run This Town"와 "Holy Grail", 드레이크의 "Find Your Love" 등 유명한 곡들의 프로듀싱에 참여하였다.

## 같이 보기
- 대중음악의 별명 목록